# Staatsmedaille für Land- und Forstwirtschaft
Die Staatsmedaille für Land- und Forstwirtschaft ist eine seit 1818 bestehende Auszeichnung im heutigen Bundesland Baden-Württemberg, die für herausragende Leistungen im Bereich der Land- und Forstwirtschaft vergeben werden kann. Die Medaille hat einen Durchmesser von vierzig Millimeter und zeigt auf der Vorderseite das Kleine Landeswappen mit den drei staufischen Löwen und die Umschrift „Ministerium für Ländlichen Raum und Ernährung“. Auf der Rückseite sind zwei Ähren und der Text „Für besondere Verdienste“ angebracht.

## Geschichte
Die Verleihung der Medaille erfolgt vom Ministerium für Ländlichen Raum, Ernährung und Verbraucherschutz. Der Zeitpunkt der Verleihung ist während des im Turnus von vier Jahren stattfindenden Landwirtschaftlichen Hauptfestes in Stuttgart. 
Bei der Gründung des Landwirtschaftlichen Hauptfestes setzte der zweite König des Königreiches Württemberg Wilhelm I. einen Preis aus. Dieser Preis sollte ein Anreiz für den württembergischen Untertan sein, mittels einer technischen Erfindung die Produktivität in der Viehzucht, nach der Meinung des Königs dem wichtigsten Bereich der Agrarwirtschaft seines Königreiches, zu erhöhen. 
Die Gattin des württembergischen Königs und Tochter des russischen Zaren Paul I. Katharina Pawlowna stiftete einen Geldpreis und die dazugehörige silberne Medaille. Die Geldsumme belief sich auf vierzig Dukaten. Der Preis wurde nach den damaligen Kriterien vergeben für die Erfindung und Verfertigung einer Maschine, welche im land-, hauswirtschaftlich oder allgemeinen technischen Gebrauch Verwendung fand.

### Heutige Verleihung
Die zu ehrende Persönlichkeit sollte in der Regel das 50. Lebensjahr überschritten haben und besondere oder hervorragende Verdienste in der Führung eines land- und forstwirtschaftlichen Betriebes erworben haben. Die Medaille gibt es in den Ausführungen:
- Staatsmedaille in Gold
- Staatsmedaille in Silber
- Ehrenpreise und silberne Preismünzen werden für landwirtschaftliche Erzeugnisse und agrarische Nutztiere vergeben.[1]

### Bekannte Träger
- Hans Mohr, Biologe
- Günther Reichelt, Biologe und Geologe
- Norbert Schoch, ehemaliger Oberbürgermeister von Schwäbisch Gmünd
- Ernst Weichel, Erfinder des Ladewagens
- Otti Wilmanns, Biologin